# Пуща Радзивилла
Пуща Радзивилла (укр. Пуща Радзивіла) — национальный природный парк, расположенный на территории Сарненского района (Ровненская область, Украина). Создан 1 января 2022 года. Площадь — 24 265,307 га.

## История
Национальный природный парк был создан 1 января 2022 года согласно указу Президента Украины В. А. Зеленского № 4/2022 «О создании национального природного парка «Пуща Радзивилла»» (Про створення національного природного парку «Пуща Радзівіла»). 
Создан в целях сохранения, воспроизводства, эффективного использования природных комплексов и объектов Украинского Полесья, имеющих особую природоохранную, оздоровительную, историко-культурную, научную, образовательную, эстетическую ценность.

## Описание
В состав национального природного парка включено 24 265,307 га земель государственной собственности на территории Сарненского района:
1. 22 427,1588 га земель (земли лесохозяйственного назначения), которые изымаются у государственных предприятий «Рокитновское лесное хозяйство» (площадью 16 299,9549 га) и «Остковское лесное хозяйство» (площадью 6 127,2039 га), предоставляемых национальному природному парку в постоянное пользование
2. 1 823,4 га земель (земли запаса водного фонда, лесохозяйственного, природно-заповедного и другого природоохранного, оздоровительного, рекреационного и историко-культурного назначения), предоставляемых национальному природному парку в постоянное пользование
3. 14,7482 га земель (земли запаса сельскохозяйственного назначения), предоставляемых национальному природному парку в постоянное пользование

Национальный природный парк расположен в северо-восточной периферийной части Ровненской области в бассейне реки Ствига — протянулся от канала  (впадает в пруды Черетяны отделения рыбхоза Полесье) на западе до реки Плав (приток Ствиги) на востоке. В границах парка расположены река Ствига и её приток Студеница, безымянный пруд (южнее села Берёзовое), озёра Сомитское, Лисоцкое, Белое, а также есть мелиоративные каналы. 
Парк имеет четыре функциональные зоны: заповедная, регулируемой рекреации, стационарной рекреации и хозяйственная. Зона стационарной рекреации — западный и южный берега безымянного пруда, что южнее села Берёзовое. В границы парка были включены территории других объектов природно-заповедного фонда: памятник природы Юзефинская дача, Грабунский заказник, Глинновский заказник, заповедное урочище Самыты.

## Природа
Ландшафт парка представлен лесами (в том числе заболоченными; доминирование сосны) и болотами (например, Лисицкое, Долина, Гало, Сосец, Пилипок) с редколесьями, луговой, моховой или лишайниковой растительностью. Здесь присутствуют болота непроходимые (труднопроходимые) и проходимые, глубинами от 0,5 м до 1 м, например болото Лисицкое (юго-восточнее села Старой Село) глубиной 0,6 м.